# FI Водолея
FI Водолея (лат. FI Aquarii), HD 212432 — одиночная переменная звезда в созвездии Водолея на расстоянии приблизительно 1208 световых лет (около 370 парсеков) от Солнца. Видимая звёздная величина звезды — от +7,52m до +7,49m.

## Характеристики
FI Водолея — бело-голубая вращающаяся переменная звезда типа Альфы² Гончих Псов (ACV) спектрального класса B9pSi или ApSi. Эффективная температура — около 8906 К.